# Черноиванов, Александр Петрович
Александр Петрович Черноиванов (род. 13 февраля 1979 г., Краснодар) — российский гандболист, линейный. Выступал за сборную России.

## Карьера
Начал заниматься гандболом в 1997 году в Краснодаре.  Первый тренер - Зайцев Ю. Г.
В клубе «Чеховские медведи» с 2004 г., выступал за вторую команду, летом 2006 г. был переведён в первую.

## Достижения
- бронзовый призёр Чемпионатов мира среди студентов 1998 и 2000 гг.
- серебряный призёр Чемпионата Европы по пляжному гандболу
- обладатель Кубка обладателей кубков Европейских стран — 2006
- Чемпион России 2007, 2008, 2009, 2010, 2011, 2012, 2013, 2014, 2015 годов
- Обладатель Кубка России — 2009, 2010, 2011, 2012, 2013, 2015
- Обладатель Суперкубка России — 2014, 2015
- Участник Олимпийских игр 2008 года в Пекине

## Образование
В 2006 г. окончил Российский университет кооперации по специальности экономист.
В 2009 г. окончил тренерский факультет Кубанского государственного университет физической культуры, спорта и туризма.